# Bataille de Fuzhou
Guerre franco-chinoise
Batailles
- Expédition du Tonkin
- Sontay
- Bac Ninh
- Bac Le
- Fuzhou
- Keelung
- Tamsui
- Kep
- Shipu
- Zhenhai
- Lang Son (1re)
- Nui Bop
- Tuyen Quang
- Yu Oc
- Hoa Moc
- Phu Lam Tao
- Bang Bo
- 2e Lang Son
- Pescadores

La bataille de Fuzhou, ou bataille de Foochow, également connue sous le nom de combat naval de Fou Tchéou ou encore bataille navale de la Pagode (en chinois : 馬江海戰, 馬江之役 ou 馬尾海戰, littéralement bataille de Mawei), est une bataille navale de la guerre franco-chinoise. Elle a eu lieu le 23 août 1884 au large du mouillage de la Pagode dans le port de Mawei (馬尾), à 15 kilomètres au sud-est de la ville de Fuzhou (Foochow). Au cours de cette bataille, l'escadre d'Extrême-Orient commandée par l'amiral Courbet réduisit pratiquement à néant la flotte du Fujian, l'une des quatre flottes régionales chinoises.

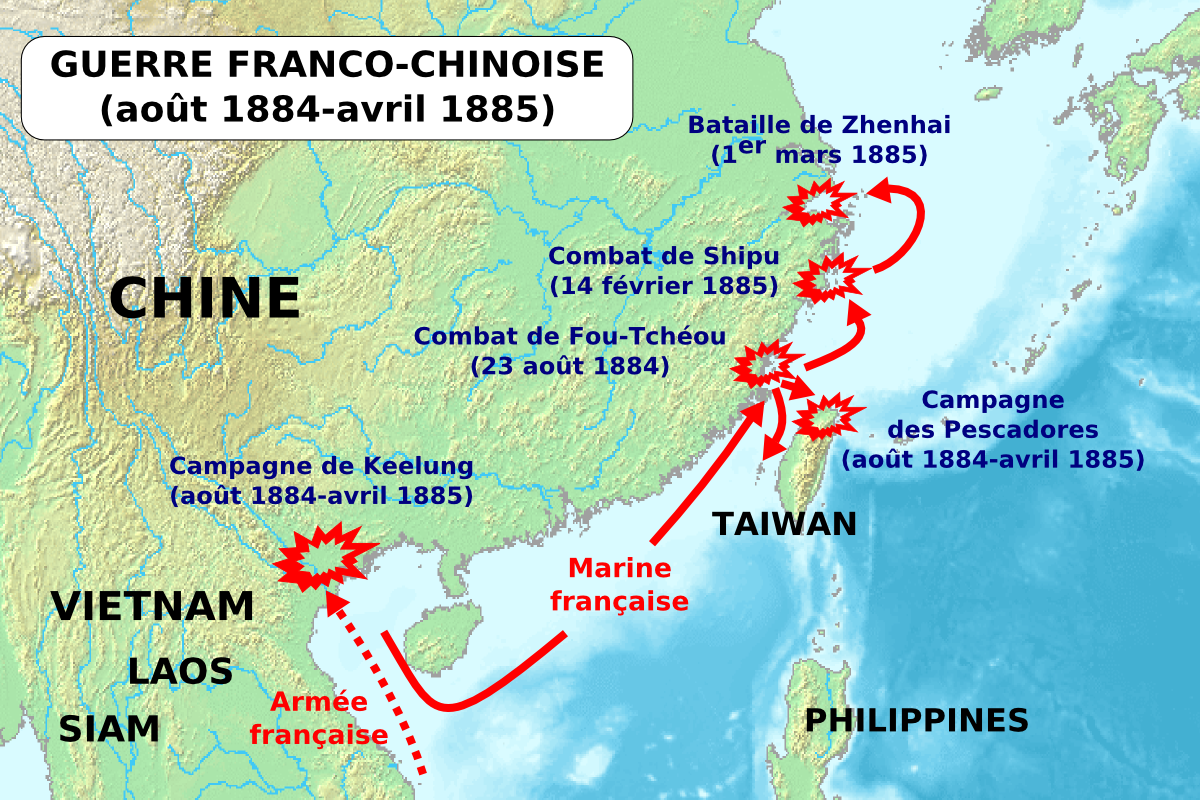
Les différents affrontements de la guerre franco-chinoise.

## Contexte
La guerre franco-chinoise de 1884-1885 se déroule sur fond de tentatives françaises de colonisation en Extrême-Orient, notamment en Annam et au Tonkin.

Un corps expéditionnaire français tente d'établir un protectorat sur ce qui deviendra l'Indochine française et se heurte aux menées des Pavillons noirs soutenus par les Chinois. Après la défaite de Bac Lê (1884), précédée par la mort du capitaine de vaisseau Rivière au pont de Papier, près d'Hanoï en 1883, la composante navale du corps expéditionnaire français s'est lancée dans une démonstration de force contre l'escadre chinoise dans la rade de Fou Tchéou, à l'embouchure de la rivière Min. L'escadre de l'amiral Courbet tient le blocus quasiment à bout portant en attendant la fin des tractations diplomatiques avec le vice-roi du Fo Kien. Les équipages français restent quasiment en permanence aux postes de combat. La situation de la flotte française est assez inconfortable, non pas tant à cause de l'escadre chinoise de l'amiral Ting (dont les navires ne sont pas blindés) mais par le fait qu'en s'ancrant au mouillage de la Pagode, l'escadre de Courbet est très proche des fortifications côtières chinoises qui verrouillent la sortie de l'estuaire vers la haute mer.

## Déroulement

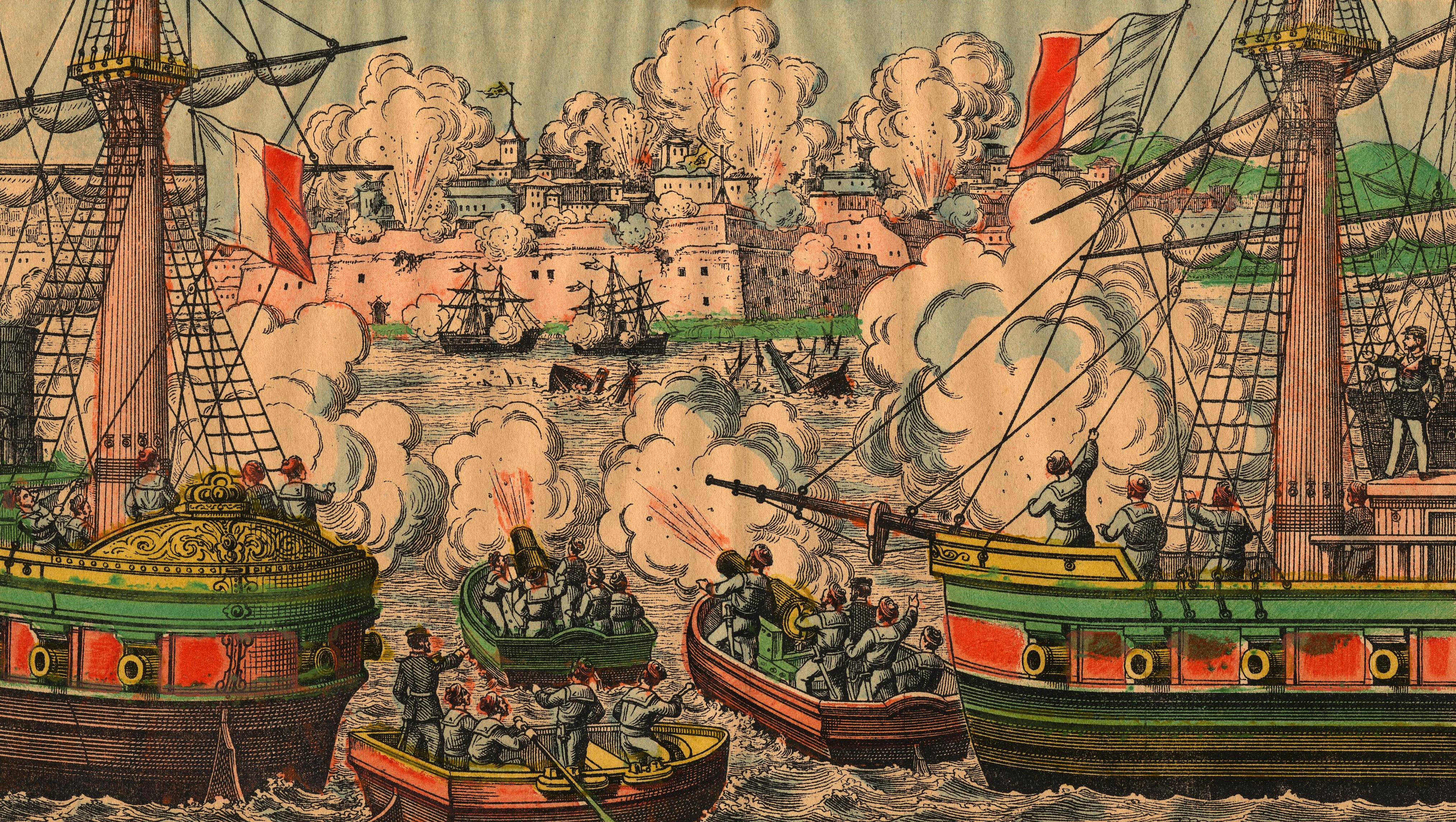
Image populaire du XIXe siècle représentant la bataille de Fuzhou, Bibliothèques-Médiathèques de Metz

L'amiral Courbet bénéficie d'une confortable supériorité numérique mais surtout technique (navires cuirassés, équipages mieux entraînés, armement plus efficace) mais il opère loin de ses bases, contrairement aux Chinois, et d'autre part certains des navires de renfort demandés par Courbet n'ont pu le rejoindre, le cuirassé Triomphante, rappelé de Shanghai, calant trop de tirant d'eau pour franchir les passes du port tandis que le La Galissonnière était resté bloqué à Jilong par le mauvais temps.
L'amiral Ting avait concentré le plus gros de sa flotte au mouillage devant l'arsenal naval de Fuzhou (Fou Tchéou) (construit par l'ingénieur français Prosper Giquel dix ans auparavant) afin de le protéger d'une attaque par la mer.
La marée était un élément crucial dans le déroulement du plan d'attaque de Courbet: en effet lors de la renverse de courant à l'étale de haute mer, les navires chinois ancrés par l'avant mais non embossés à l'arrière évitaient avec le courant et ne pouvaient pas tirer sur la flotte française avec leurs batteries latérales, par ailleurs la marée haute devait permettre au cuirassé Triomphante de franchir les passes et de se mettre en bonne position pour bombarder les fortifications côtières.
Pour attaquer les navires chinois au mouillage et notamment le vaisseau amiral Yang-Ou, un croiseur en bois de 1 393 tonneaux et 10 canons, Courbet comptait sur les torpilleurs no 46 et 47 commandés respectivement par les lieutenants de vaisseau Douzans et Latour. Il s'agissait de grosses chaloupes à vapeur, équipées non de torpilles comme nous les connaissons actuellement, mais de torpilles à hampe, c'est-à-dire de charges explosives installées au bout d'un tangon qu'il fallait amener au contact du navire ennemi, après avoir "apiqué" le tangon, de manière à faire détoner l'explosif juste sous la ligne de flottaison du navire cible.
Cette attaque "au contact" était périlleuse, car les deux petits bâtiments se trouvaient sous un feu nourri de mousqueterie, mais elle se révéla pleinement efficace, car en coulant le navire amiral, les Français désorganisaient la riposte de l'escadre chinoise.
Le cuirassé Triomphante ayant enfin pu rallier la flotte de Courbet, la suite du combat, très inégale, vit la destruction quasi totale de l'escadre chinoise qui, cependant, combattit avec acharnement, visant notamment le croiseur Volta, navire amiral de Courbet, qui comptait plusieurs blessés et tués parmi les officiers rassemblés sur la passerelle de commandement.
L'arsenal de Fou Tchéou était l'objectif suivant mais Courbet préféra ne pas risquer un combat terrestre contre les troupes d'infanterie chinoise qui s'y étaient concentrées et ne débarqua pas ses troupes de marine, préférant bombarder avec ses navires les bâtiments de l'arsenal, la destruction n'étant cependant pas complète, car les navires portant les plus gros canons étaient aussi ceux de plus fort tirant d'eau, ce qui les empêcha de s'approcher à bonne portée.
Restait à forcer le passage pour retourner vers la haute mer en passant devant l'embouchure du fleuve Min, défendu par plusieurs importantes fortifications ce qui fut fait le 25 août, en bénéficiant du fait que les batteries de ces forts étaient conçues pour tirer vers le large et non vers le port.

La planification intelligente par Courbet de cette bataille lui permit d'infliger aux Chinois une défaite spectaculaire (plus de 2 000 morts, neuf grands navires coulés alors que les pertes françaises furent légères (10 morts, dont le lieutenant de vaisseau Bouët-Willaumez, et 48 blessés). Un autre facteur déterminant dans l'issue de la bataille fut le fait que l'escadre française avait pénétré dans la rade de Fou Tchéou alors que l'état de guerre n'était pas encore déclaré, ce qui lui évita d'essuyer le feu des batteries côtières. Par ailleurs deux cuirassés chinois modernes, équipés de tourelles et bien plus puissants que les navires de Courbet, les Dingyuan et Shenyuan (en), construits en Allemagne aux chantiers Vulkan de Stettin furent retenus par les équipages allemands chargés de les convoyer jusqu'en Chine. Leur présence à Fou Tchéou aurait pu largement renverser la balance des forces navales dans la guerre franco-chinoise.

### Flotte française

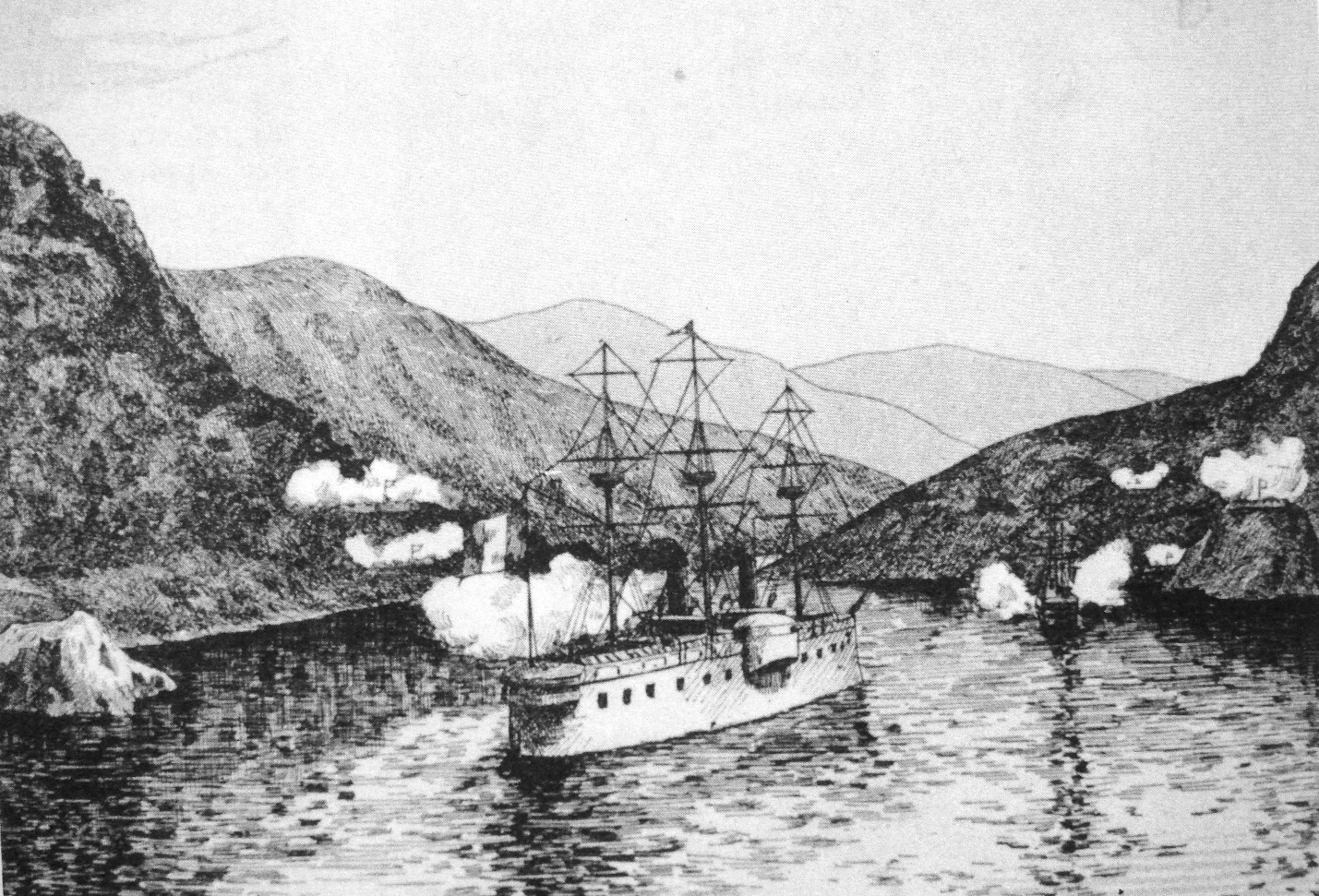
Le Duguay-Trouin menant la flotte dans la rivière Min'an devant le Triomphante.

| Nom                      | Type                   | Spécifications | Construction           | Capitaine                                      |
| ------------------------ | ---------------------- | -------------- | ---------------------- | ---------------------------------------------- |
| Triomphante              | Navire cuirassé        | 4,585 tonnes   | 1879, Rochefort        | capitaine de vaisseau Baux                     |
| La Galissonnière         | Navire cuirassé        | 4,645 tonnes   | 1874, Brest            | capitaine de vaisseau Fleuriais                |
| Duguay-Trouin            | Croiseur cuirassé      | 3,479 tonnes   | 1879, Cherbourg        | capitaine de vaisseau Desnouy                  |
| Villars                  | Croiseur cuirassé      | 2,363 tonnes   | 1881, Cherbourg        | capitaine de vaisseau Vivielle                 |
| d'Estaing                | Croiseur cuirassé      | 2,363 tonnes   | 1881, Brest            | capitaine de vaisseau Coulombeaud              |
| Châteaurenault (en)      | Croiseur de 2de classe | 1,820 tonnes   | 1869, Normand          | capitaine de frégate Le Pontois                |
| Volta                    | Croiseur de 3e classe  | 1,323 tonnes   | 1869, Cherbourg        | capitaine de frégate Gigon                     |
| Saône                    | Navire de transport    | 1,575 tonnes   | 1880, Toulon           | capitaine de frégate Monin                     |
| Lynx                     | Canonnière composite   | 465 tonnes     | années 1870, Cherbourg | lieutenant de vaisseau Bonaire                 |
| Aspic                    | Canonnière             | 465 tonnes     | années 1870, Rochefort | lieutenant de vaisseau de Fauque de Jonquières |
| Vipère                   | Canonnière             | 465 tonnes     | années 1870, Rochefort | lieutenant de vaisseau Picard Destelan         |
| bateau torpilleur No. 45 | Torpilleur             | 30,58 tonnes   | vers 1879, Le Havre    | lieutenant de vaisseau Latour                  |
| bateau torpilleur No. 46 | Torpilleur             | 30,58 tonnes   | vers 1879, Le Havre    | lieutenant de vaisseau Douzans                 |

### Flotte chinoise
La flotte chinoise réunie au mouillage de Pagoda le 23 août 1883 était réunie en deux groupes, 6 navires de guerre et 6 jonques en amont et 3 navires de guerre en aval :
| Navires                            | Genre                         | Armement | Sort                                                            |
| ---------------------------------- | ----------------------------- | --- | --------------------------------------------------------------- |
| Yang-Ou, 1 393 tonneaux, 10 canons | Croiseur en bois type Dupleix | 1 canon de 8 pouces, projectile 180 kg, M.L. 7 canons de 5 pouces, projectile 56 kg, Vavasseur mounting (en) 2 canons en bronze, projectile 28 kg | Explosé, échoué, entièrement coulé, 300 hommes noyés et brûlés. |
| Chi-An, 1 000 tonneaux, 7 canons   | Aviso                         | 1 canon de 7 pouces, projectile 115 kg, M.L. 6 canons de 5 pouces, projectile 56 kilos, Vavasseur                                                 | Coulé.                                                          |
| Fou-Po, 1 258 tonneaux, 7 canons   | Aviso                         | 1 canon de 6 pouces, projectile 100 kg, M.L. 6 canons de 5 pouces, projectile 56 kilos, Vavasseur                                                 | Échoué au-dessus de l'arsenal, criblé d'obus, perdu.            |
| Fey-Yuen, 1 258 tonneaux, 7 canons | Aviso                         | 1 canon de 6 pouces, projectile 100 kg, M.L. 6 canons de 5 pouces, projectile 56 kilos, Vavasseur                                                 | Coulé.                                                          |
| Fu-Sing, 560 tonneaux, 5 canons    | Canonnière                    | 1 canon de 160 mm, 4 Vavasseur | Coulé.                                                          |
| Chin-Wei, 580 tonneaux, 5 canons   | Canonnière                    | | Coulé                                                           |
| Tchen-Hung, 580 tonneaux, 5 canons | Aviso-transport               | | Coulé                                                           |
| Yang-Pao, 580 tonneaux, 5 canons   | Aviso-transport               | | Coulé                                                           |
| Ye-Sing, 260 tonneaux, 15 canons   | Canonnière                    | | Échoué dans la rivière au-dessus de l’arsenal, perdu            |
| 2 canonnières alphabétiques        | Canonnière                    | 1 canons de 18 tonneaux, projectile 395 kg. Pénétration à 1 000 m, 12,5 pouces de fer                                                             | Coulées                                                         |

En plus de ces navires, il faut ajouter :
- 10 à 12 canots à vapeur armés de torpilles, détruits;
- 9 jonques de guerre armées chacune de 8 canons en moyenne, coulées;
- 2 grandes jonques chargées de troupes avec un ou deux canons, coulées.

Pertes humaines chinoises : 5 capitaines, 29 officiers, environ 2 000 hommes d'équipage et soldats.

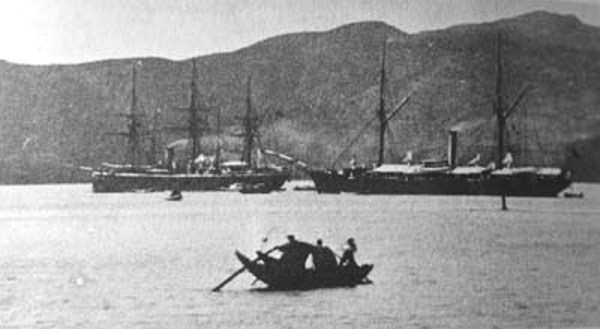
Navire amiral Yangwu et le Fuxing à l'ancre la veille de l'engagement.

### Sources et bibliographie
En français
- Ernest Picard-Destelan, Annam et Tonkin : Notes de voyage d'un marin, Paris, 1892
- Émile Duboc, Trente-cinq mois de campagne en Chine, au Tonkin, Paris, 1899
- Stéphane Ferrero, Formose vue par un marin français du XIXe siècle, Paris, France, L'Harmattan, coll. « Mémoires asiatiques », 2005, 158 p. (ISBN 978-2-747-59415-8)
- Lucien Huard, La guerre du Tonkin, Paris, 1880 (OCLC 265028735)
- Maurice Loir, L'escadre de l'amiral Courbet Notes et souvenirs., Paris, Berger-Levrault, 1892, 370 p. (OCLC 35300349)
- Maurice Rollet de l'Isle, Au Tonkin et dans les mers de Chine, Paris, 1886, [lire en ligne]
- Auguste Thomazi, La conquête de l'Indochine, Paris, 1934
- R. Vienet, « Devant le champ de bataille de Mawei (Chine) », dans La Géographie, no 1525, juin 2007, p. 31–53
- Michel Vergé-Franceschi (dir.), Dictionnaire d'Histoire maritime, éditions Robert Laffont, coll. « Bouquins », 2002
- Jean Meyer et Martine Acerra, Histoire de la marine française : des origines à nos jours, Rennes, Ouest-France, 1994, 427 p. [détail de l’édition] (ISBN 2-7373-1129-2, BNF 35734655)
- Rémi Monaque, Une histoire de la marine de guerre française, Paris, éditions Perrin, 2016, 526 p. (ISBN 978-2-262-03715-4)
- Étienne Taillemite, Dictionnaire des marins français, Paris, éditions Tallandier, nouvelle édition revue et augmentée, 2002, 573 p. (ISBN 2-84734-008-4)

En anglais
- (en) Cet article est partiellement ou en totalité issu de l’article de Wikipédia en anglais intitulé « Battle of Fuzhou » (voir la liste des auteurs).
- (en) James F. Roche et L. L. Cowen, The French at Foochow, Celestial Empire, 1884, totales49 (lire en ligne)
- (en) J. Rawlinson, China's Struggle for Naval Development, 1839–1895, Harvard, 1967
- (en) Richard N.J. Wright, The Chinese steam Navy 1862-1945, London, Chatham, 2000, 208 p. (ISBN 978-1-861-76144-6)
- Lung Chang [龍章], Yueh-nan yu Chung-fa chan-cheng [越南與中法戰爭, Vietnam and the Sino-French War] (Taipei, 1993)